# Ян Гальварссон
Ян Гальварссон  (швед. Jan Halvarsson, 26 грудня 1942 — 5 травня 2020) — шведський лижник, олімпійський медаліст.

## Виступи на Олімпіадах
| Олімпіада     | Дисципліна         | Місце |
| ------------- | ------------------ | ----- |
| Гренобль 1968 | 15 км              | 5     |
| Гренобль 1968 | 30 км              | 12    |
| Гренобль 1968 | 50 км              | 7     |
| Гренобль 1968 | естафета 4 × 10 км | 2     |

## Зовнішні посилання
- Досьє на sport.references.com [Архівовано 9 березня 2016 у Wayback Machine.]

1. 1 2  Olympedia — 2006.